# 溫柔的子彈
《以父之名》(Father，前名為《溫柔的子彈》)是2016年由中國演員王学圻自導自演，領銜昆凌、王鸥、苗圃等主演的剧情动作片。

## 剧情介绍
- 讲述了留美回国在日军兵工厂担任总工的曹骅鲤因女儿被日本人凌辱开始了复仇计划。影片中，“天王嫂”昆凌扮演王学圻的女儿，周杰伦则会为该片创作主题曲。

## 演員
- 王学圻
- 昆凌
- 王鸥
- 苗圃

## 製作
2016年5月16日，第69届戛纳国际电影节在法国顺利开幕，电影《以父之名》于法国时间5月16日首次曝光了一款国际版海报，并登上了国际权威电影杂志《Screen》戛纳电影节场刊当天的封面。王学圻的导演处女作《以父之名》登陆戛纳场刊《银幕》，阴暗的场景中，王学圻以民国装扮现身，透出神秘感。